# Seth Green
Seth Green (født 8. februar 1974) er en amerikansk skuespiller og TV-producent.

## Biografi
Greens første filmrolle var i A Billion for Boris fra 1984. Han havde også en rolle i Woody Allens Radio Days i 1987, og optrådte i Big Business fra 1988 som Bette Midlers søn. 
Green optrådte i miniserien It, alle tre Austin Powers-film, og Enemy of the State, hvor han havde en cameorolle som computerspecialist. I de sidste år har han haft roller i film som The Italian Job, Rat Race og Scooby Doo 2 - Uhyrerne er løs, hvor han også spillede mod en medspiller fra Buffy, vampyrenes skræk, Sarah Michelle Gellar.
Seth Green har også været med til at lave den populære tv serie Robot Chicken og er kendt for at lægge stemme til blandt andre Chris Griffin i kulttegnefilmen Family Guy.